# Powerless (Rudimental)
Powerless è un singolo del gruppo musicale britannico Rudimental, pubblicato il 26 febbraio 2014 come ottavo estratto dal primo album in studio Home.
Il brano ha visto la partecipazione della cantante Becky Hill.

## Pubblicazione
Annunciato dal gruppo come l'ultimo singolo estratto da Home, Powerless è stato pubblicato digitalmente il 26 febbraio 2014 e contiene tre remix del brano, di cui due sono stati resi disponibili per l'ascolto sul canale YouTube del gruppo.
Il 23 marzo 2014 è stato invece pubblicato esclusivamente su Beatport un remix realizzato dai Whilk & Milsky.

## Video musicale
Il videoclip, diretto da David Edwards e pubblicato il 29 gennaio 2014, narra la storia dei gemelli Deano e Scotty Burrell, entrambi professionisti del pugilato.

## Tracce
Testi di Piers Aggett, Amir Amor, Kesi Dryden, Becky Hill e Hannah Symons
CD promozionale (Regno Unito)
1. Powerless (ft. Becky Hill) (Radio Edit)

Download digitale – Remixes
1. Powerless (ft. Becky Hill) (Redlight - Animal Youth Remix) – 4:23
2. Powerless (ft. Becky Hill) (MK Remix) – 6:26
3. Powerless (feat. Becky Hill) (TIEKS Remix) – 5:13

Download digitale – Whilk and Misky Remix
1. Powerless (ft. Becky Hill) (Whilk and Misky Remix) – 5:03

## Formazione
Gruppo
- Amir Amor – basso, programmazione
- Piers Aggett – pianoforte
- Kesi Dryden – tastiera

Altri musicisti
- Becky Hill – voce
- Sally Herbert, Everton Nelson – violini
- Ian Burdge, Chris Worsey – violoncelli

Produzione
- Rudimental – produzione, registrazione
- Ben Humphreys – ingegneria del suono
- Mark "Spike" Stent – missaggio
- Geoff Swan, David Emery – assistenza missaggio

## Classifiche
| Classifica (2014)      | Posizione massima |
| ---------------------- | ----------------- |
| Regno Unito            | 73                |
| Regno Unito (dance)    | 19                |
| Regno Unito (download) | 69                |
| Scozia                 | 90                |